# Santa Maria de les Omedes
Santa Maria de les Omedes és una església del municipi de Vilanova de l'Aguda (Noguera) inclosa en l'Inventari del Patrimoni Arquitectònic de Catalunya.
És al costat del mas de les Omedes, al peu de la pista que de Vilanova de l'Aguda remunta la vall del torrent de Valldàries, a la parròquia de l'Aguda.

## Història
No hi ha notícies documentals de la capella. En procedeix una antiga imatge de la Mare de Déu, dipositada actualment al Museu Nacional d'Art de Catalunya.

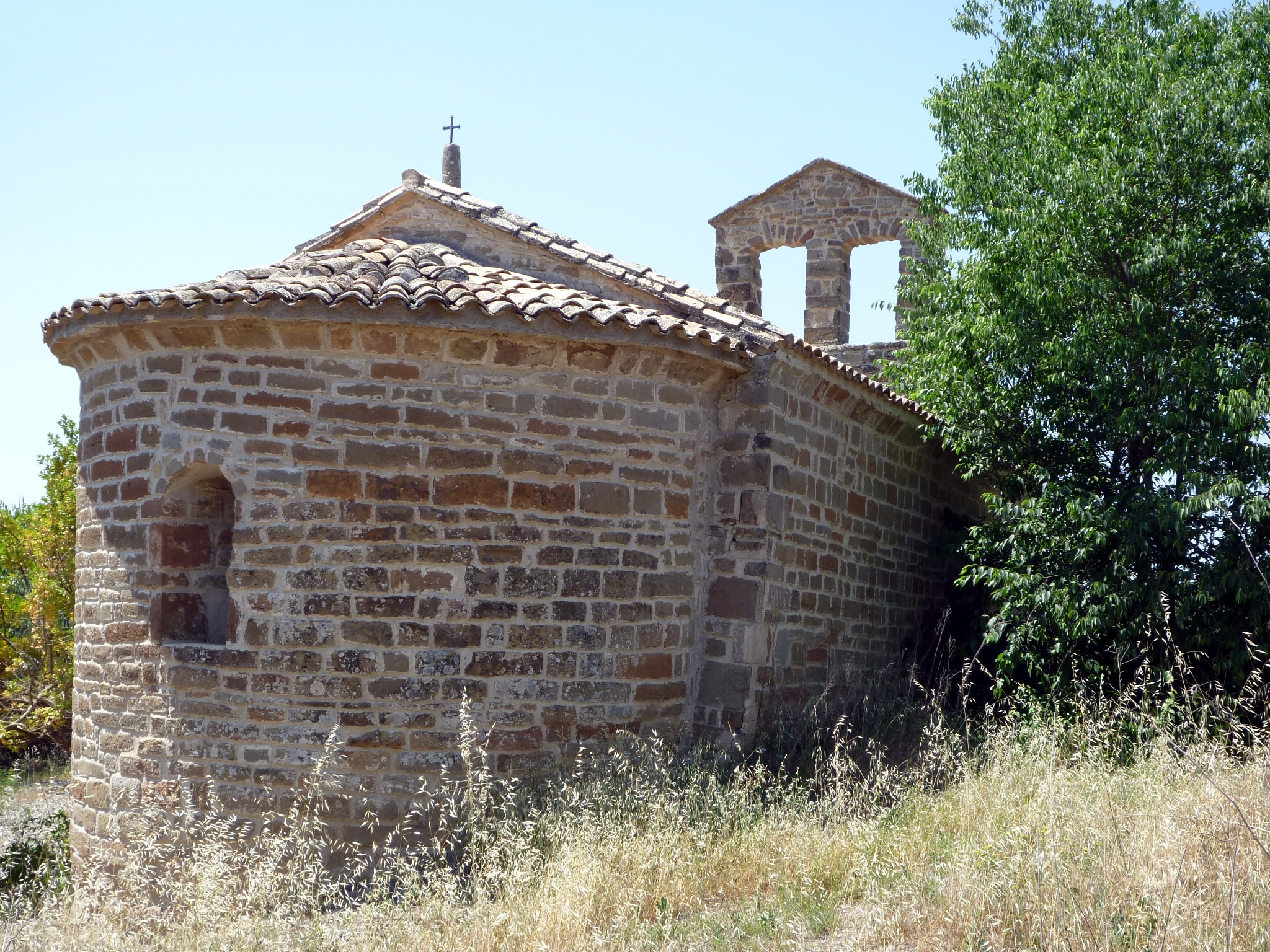
Santa Maria de les Omedes. Absis, amb finestra de doble esqueixada (2014)

## Arquitectura
És d'una sola nau, coberta amb volta de canó reforçada per un arc toral, amb pilastres, i capçada a llevant per un absis semicircular, obert a la nau mitjançant un arc presbiteral en degradació. La porta actual s'obre a la façana de ponent, que és coronada per un senzill campanar d'espadanya de dos ulls, i respon a una reforma de l'edifici original, probablement la mateixa en què es construí el cor adossat al mur de ponent i s'arrebossà tot l'interior del temple. A la façana nord, paredada, és visible la porta original en arc de mig punt retallat en un sol bloc de pedra com el de Sant Pere del Soler, de Rialb. A l'absis s'obre una finestra de doble esqueixada del mateix tipus que les dues que es troben a la façana sud, o la que hi ha a la façana de ponent. Les façanes són nues de decoració, llevat del ràfec de la nau i l'absis format per una senzilla motllura bisellada. L'aparell del mur és format per carreus allargats disposats regularment i ha estat restaurat amb un excessiu rejuntat de morter de calç, molt visible.
Les característiques de l'església palesen unes formes ja avançades dins el segle xii però que segueixen la tradició constructiva del segle xi.